# John Anderson (filósofo)

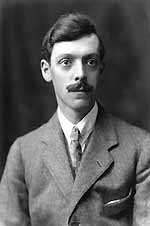
John Anderson, 1926.

John Anderson (1 de noviembre de 1893 - 6 de julio de 1962) fue un filósofo australiano nacido en Escocia que fue profesor Challis de filosofía en la Universidad de Sídney entre los años 1927-1958. Fundó la rama de filosofía empírica denominada realismo australiano. Fue controvertida su promoción del "libre pensamiento" en todos los temas, incluidos la política y la moralidad, lo que lo colocó en una posición de conflicto constante con el senado augusto de la universidad. 
Sin embargo, se le da crédito por haber educado a una generación de pensadores "andersonianos" influyentes y activistas— algunos de quienes ayudaron a colocar a Sídney en la frontera de la  revolución sexual mundial de las décadas de 1950 y 1960. Para Anderson, una filosofía aceptable debe tener 'relevancia' significante y ser capaz de desafiar y modelar ideas en cada aspecto del intelecto y de la sociedad.